# تلورید روبیدیم
تلورید روبیدیم (به انگلیسی: Rubidium telluride) با فرمول شیمیایی Rb۲Te یک ترکیب شیمیایی است. که جرم مولی آن 298.64 g/mol می‌باشد. شکل ظاهری این ترکیب، پودر زرد-سبز است.